# Gospodarka narodowa
Gospodarka narodowa – całokształt zjawisk gospodarczych na terytorium danego państwa.
Dzieli się na działy, do których zaliczamy: przemysł, rolnictwo, budownictwo, transport, łączność, handel itp. Niektóre działy dzielą się na gałęzie, w których skład wchodzą różne przedsiębiorstwa.

## Podział na sektory
Gospodarka narodowa dzieli się na pięć sektorów:
- Sektor pierwszy – zalicza się do niego: rolnictwo, leśnictwo, rybołówstwo.
- Sektor drugi – zalicza się do niego: przemysł wydobywczy, górnictwo i przetwórczy oraz budownictwo.
- Sektor trzeci – zalicza się do niego: transport, łączność, gospodarkę komunalną i mieszkaniową oraz handel.
- Sektor czwarty – zalicza się do niego: finanse, ubezpieczenia, marketing i reklamę oraz obrót nieruchomościami.
- Sektor piąty – obejmuje: ochronę zdrowia, opiekę społeczną, edukację, badania naukowe, turystykę i rekreację, administrację państwową, wymiar sprawiedliwości, policję i wojsko.